# Koncert

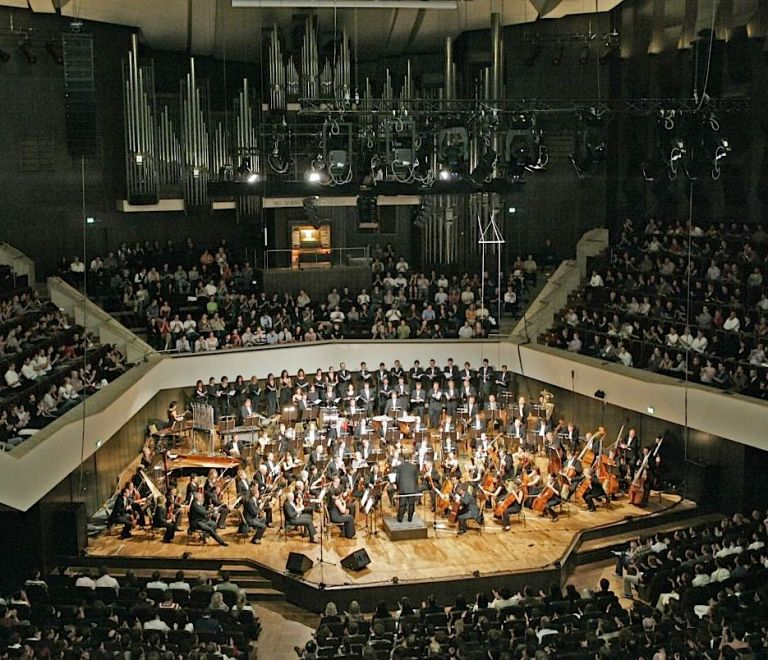
Koncert České filharmonie pod taktovkou amerického dirigenta Andyho Bricka, který se konal v sále budovy Gewandhaus v Lipsku.

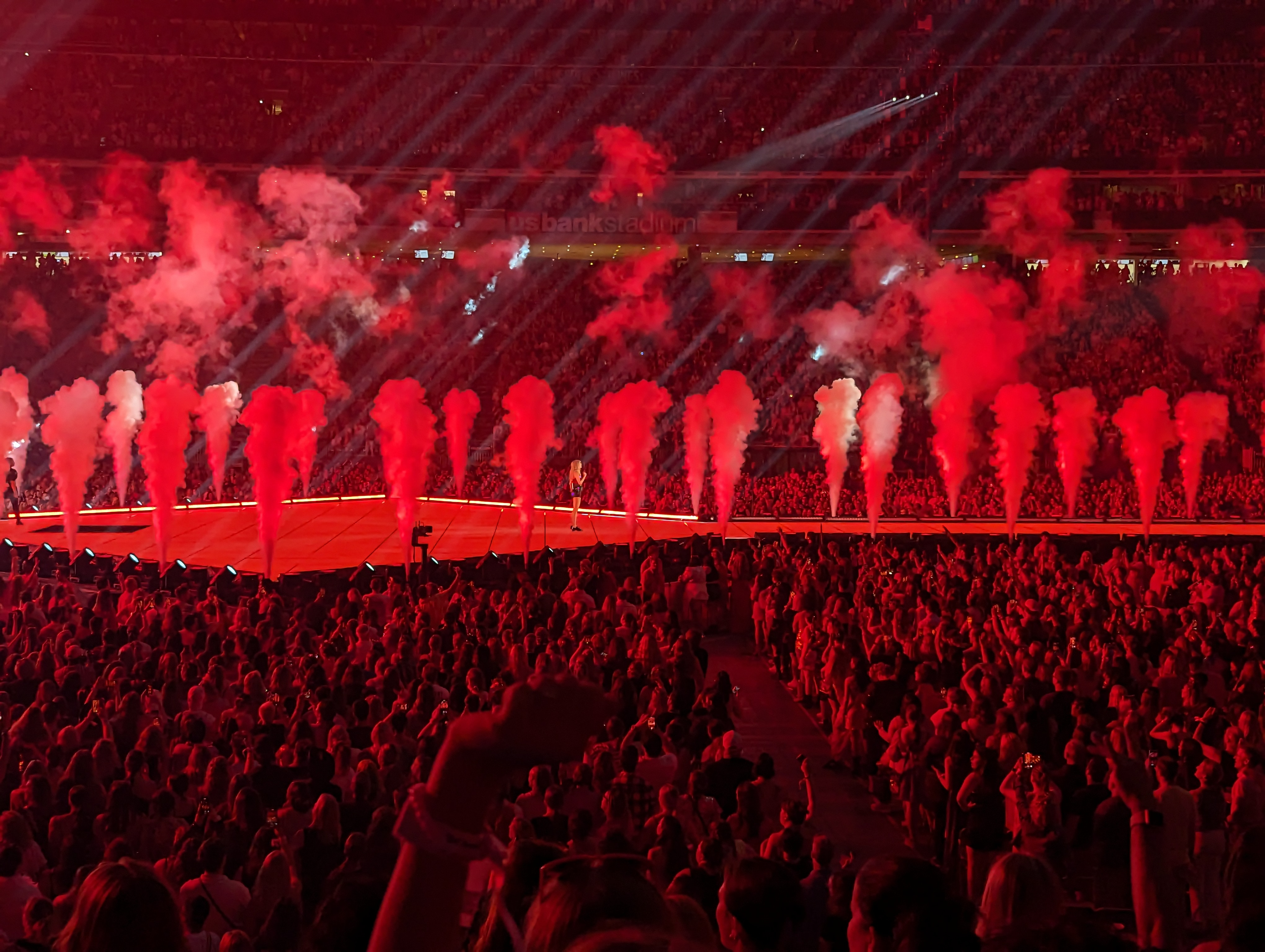
Taylor Swift během svého světového turné v Minneapolis

Koncert (z ital. concerto, koncert, dohoda) je veřejná nebo společenská hudební produkce se živou hudbou. Může se konat v soukromých prostorách, v koncertní síni, v divadle, v kostele, na stadionu nebo pod širým nebem. Na programu může být jak populární, tak klasická hudba se skladbami jednoho nebo více autorů, které provozuje jeden nebo několik sólistů, orchestr, pěvecký sbor nebo hudební skupina.
Koncerty mohou být součástí hudebních festivalů nebo turné a koncerty velkých hvězd zejména populární hudby přinášejí velké finanční příjmy.

## Druhy koncertů
- Abonentní koncert jakožto součást série koncertů, které si posluchači mohou předplatit.
- Benefiční koncert, jehož výtěžek připadne na nějaký (zpravidla dobročinný) účel.
- Galakoncert je hudební, ale zejména společenská událost.
- Komorní koncert je koncert klasické hudby v komorním obsazení (kvartet, komorní orchestr, zpěv atd.).
- Pěvecký koncert sólový, sborový, případně s orchestrem.
- Recitál je koncert zpravidla jednoho hudebního interpreta přednášejícího skladby pocházející pouze od jednoho skladatele.